# فرامرز نجفی تهرانی
محمد فرامرز نجفی تهرانی (زاده ۱۳۳۰ خورشیدی در سبزوار) فرزند کهنه سوارورزش زورخانه ای عباسعلی نجفی معروف به مرشد عباسعلی ،مرشد و استاد نواختن ضرب زورخانه و کتاب ناطق ورزش زورخانه‌ای هستند. وی را پدر ضرب نوین زورخانه ای و سپهبد مرشدان ایران نیز می نامند . میتوان گفت تمام مرشدانی که در سردم زورخانه ها ضرب مینوازند به طور مستقیم یا با واسطه شاگرد فرامرز نجفی هستند و در مکتب او ضرب میگیرند .
استاد فرامرز نجفی در اوایل دهه پنجاه در دانشکده ادبیات دانشگاه تهران مشغول به تحصیل میشود و به علت پیشینه ی مرشدی که در خاندان آن ها مرسوم بوده است رفت و امد های زیادی هم در دانشکده هنر دانشگاه تهران دارد و در انجا با استادان درجه یک موسیقی ایران اشنا میشود .یکی از این استادان ،استاد حسین تهرانی استاد و صاحب سبک در حوزه تنبک نوازی ،معروف به پدر تنبک ایران میباشد .
فرامرز نجفی با اموخته هایی که از استاد تهرانی فرا میگیرد و تناسب بندی و مقایسه ان ها با ریتم های سنتی زورخانه ای شروع به ابداع ریتم های نوین زورخانه ای و ایجاد درست نوازی در اجرای ریتم ها میکند.
فرامرز نجفی تبدیل به یکی از شاگردان ارشد و درجه یک حسین تهرانی میشود و استاد تهرانی به پاس تقدیر و تحسین این شاگرد درجه یک خود ، لقب خانوادگی خود که تهرانی بوده است را به فرامرز نجفی اهدا میکند و از انجا به بعد فرامرز نجفی خوانده میشود، فرامرز نجفی تهرانی .
ایشان در حوزه ادبیات فارسی معلومات فوق‌العاده ای دارند و در نویسندگی صاحب چندین اثر وزین در حیطه ادبیات پهلوانی و ورزش زورخانه ای هستند که کتاب‌ها در دست چاپ هستند.
در حوزه مرشدی هم فرامرز نجفی برای تکمیل اموزه های مرشدی خود نزد مرشد معروف ان دوران مرحوم حاج کاظم جباری مرشد باشگاه بانک ملی پایتخت میرود.
در ان دوران محفل بهترین ورزشکاران و مرشدان کشور،زورخانه جعفری (شهید فهمیده کنونی)به مدیریت شعبان جعفری  است . دیری نمیگزرد که شعبان جعفری از دوستان نزدیک دربار شاه ایران متوجه هنر خیره کننده ی مرشدی جوان به نام فرامرز میشود و پای مرشد فرامرز به زورخانه جعفری باز میشود و در انجا در کنار مرشدان تراز اول ان دوران هم چون مرشد کاشانی (عشقی)،مهدی کره ای،اکبرشیرازی،مرشد رهبر قرار میگیرد.
زورخانه ی جعفری که در قسمت شمالی پارک شهر تهران قرار دارد، میزبان مهمانان و سفیران کشورای خارجی و دوست شاه ایران برای اجرای ورزش زورخانه ای بود.
مرشد فرامرز نجفی حتی برای ادامه تحصیل موفق به اخذ بورسیه برای تحصیل در کشور امریکا میشود که با وقوع انقلاب اسلامی این امکان میسر نمیگردد.
پس از انقلاب مرشدان و زورخانه داران سراسر کشور برای فراگیری تخصصی و حرفه ای مرشدی  زورخانه به نزد مرشد فرامرز میروند و اولین کلاس های تخصصی اموزش مرشدی توسط مرشد فرامرز برگزار میگردد .
دو تن از فرزندان مرشد فرامرزنجفی به نام های علی نجفی تهرانی و جلال نجفی تهرانی  هم جزو مرشدان حرفه ای کشور میباشند .
فیلم ها و صداهای ضبط شده ای از مرشد فرامرز نجفی از دهه های پنجاه و شصت موجود میباشد که شنیدن ان ها هر مرشدی را به وجد میاورد . در ان اجراها کیفیت اجرای ضرب نوازی و اجراهای باس و بک دقیق و واضح تعجب همگان را برمی انگیزد.
در حوزه اواز هم ،اجراها ی مرشد فرامرز در دستگاه های موسیقی  زیبایی ان اجراها را چند برابر میکند .